# 古賽爾戰役
古賽爾戰役（Al-Qusayr offensive）是開始於2013年4月4日，由敘利亞政府軍和真主黨所發動的戰役， 目標攻佔古賽爾附近被敘利亞反對派佔領的所有村莊，使古賽爾逐漸陷入包圍，進而攻打。另外，此地區也是霍姆斯戰役中重要的補給運輸路線。

## 背景
自從2011年11月起，古賽爾持續地遭到敘利亞政府軍圍攻，直到2012年2月大規模戰鬥前為止，統計共有66名居民喪生。
此城市的重要性在於位在與黎巴嫩的邊境附近，可作為軍用武器的走私路線，象徵著邊界的掌控權。更重要的是，此處為大馬士革與霍姆斯之間高速公路的必經之地。對於政府軍而言，攻下此城將可切斷反對派的補給路線，迫使於霍姆斯作戰的反對派撤守。另外，此處也能通往阿拉維派的重鎮塔尔图斯（Tartous）。

## 戰鬥

### 邊界衝突
4月11日，政府軍與真主黨聯手，奪取位於山頭的戰略要地泰爾艾納比曼度（Tell al-Nabi Mando），戰鬥持續至隔天仍有零星的衝突。據報導，40名真主黨民兵和政府軍在激戰中陣亡。泰爾艾納比曼度的軍事重要性在於位置，控制此地就可向邊境地區的大部分村莊攻擊，因此先前附近親政府的村莊居民於反對派攻下山頭後紛紛逃離。
4月14日，為了報復真主黨，而對黎巴嫩警告之後，反對派進行火箭攻擊，黎巴嫩的村莊赫美爾（Hermel）、艾卡薩（al-Qasr）先後遭到打擊，使得兩人喪生，其中一人為孩童，而有六人受傷。
4月17日，政府軍對艾布未達艾沙克雅（al-Buwaydah al-Sharqiyah）轟炸，造成至少12人死亡，包括兩名女性和兩名小孩。同時，阿比爾（Abil）外圍的戰鬥也持續進行中， 反對派表示，在古賽爾附近的艾尼薩里耶（al-Nazariyeh）有700名真主黨民兵駐紮。
4月18日，反對派控制了古賽爾附近的艾達巴（al-Dab'a）空軍基地，此基地當時並無停放飛機，主要由地面部隊進駐。另一方面，政府軍攻下了阿比爾，造成21名反對派方士兵陣亡，其中包括一名指揮官。敘利亞人權觀察團（SOHR）的人士表示，政府軍掌控阿比爾後得以阻礙反對派於古賽爾與荷姆斯的聯繫，雖然攻下空軍基地有助於減輕對反對派的攻擊，但阿比爾的陷落讓局勢更加複雜。
4月20日，政府軍和真主黨攻占拉旺尼耶（Radwaniyeh），加緊對古賽爾的包圍。反對派人士表示，政府軍和真主黨的配合十分堅強，真主黨民兵於前進時還有空中的支援。真主黨同時攻擊了布罕尼亞（Burhaniya），泰爾艾納比曼度、沙科賈（Saqraja）和阿布赫里（Abu Huri）也傳出發生戰鬥的消息。另一名反對派人士表示，情勢已轉變得相當危急，政府軍試圖控制邊境地區，進而攻陷古賽爾。
4月21日，布罕尼亞、沙科賈宣告落入政府軍手中，代表政府軍可沿黎敘邊界的奧龍特斯河前往古賽爾西方。同時間，赫美爾與艾卡薩再度遭遇反對派的火箭襲擊，繼續報復真主黨的進攻行動。此時，也象徵有八個村莊進入政府軍的掌控，而真主黨則從貝卡谷地推進至古賽爾，與政府軍由霍姆斯向南配合，形成鉗形攻勢。
4月22日，反對派與真主黨持續於古賽爾附近的村莊戰鬥，反對派宣稱有18名真主黨民兵在此次戰鬥中陣亡，而指揮官則表示已收復阿布赫里和艾莫（Al-Mouh），但此消息未被第三方所證實。
4月23日，反對派發射更多的火箭攻擊赫美爾。此外，政府軍人士認為古賽爾「頂多剩下幾天」，該城即將易主。
4月24日，戰鬥轉移到古賽爾西北的安艾坦奴爾（Ayn al-Tannur），政府軍則在奧龍特斯河西岸的村莊駐紮，等待重整加強後往古賽爾前進。
4月26日，根據SOHR表示，從霍姆斯到海岸發生大規模衝突。另外，反對派鎖定目標，攻打霍姆斯和古賽爾之間的村莊卡曼（Kamam）。
4月29日，六枚火箭襲擊貝卡谷地的村莊瑪查理艾奎（Macharih el-Qaa），造成一人受傷。
5月2日，戰火延燒至邊境村莊祖西亞（Jusiya），反對派和政府軍、親政府民兵、真主黨成員進行戰鬥。
5月4日，根據SOHR表示，古賽爾外圍的果園地區也發生戰鬥，並且古賽爾多處遭受轟炸，造成反對派五人陣亡，包括一名指揮官。真主黨的精銳部隊也參與了此次戰事，先前此批民兵攻下了許多附近的村莊。
5月5日，古賽爾的城邊發生衝突並且遭到轟炸，而反對派要求增援。伊朗媒體Press TV報導政府軍已經奪取東邊最後的主要據點泰哈那許（Tal Hanash），完成對古賽爾的包圍網。
5月6日，城邊村莊艾斯洛米亞（al-Sloumiya）陷入戰火，而反對派的一枚火箭落在艾卡薩，其他六枚則攻擊達巴比亞（Dabbabiya）和諾拉（Noura）。。另外，古賽爾城外的戰鬥進入第二天後依舊持續。
5月7日，反對派表示經過喪失周圍村莊後，他們恐怕會失去古賽爾。
5月8日，古賽爾爆發大規模戰鬥，同時間政府軍和地方人士也在進行調解，促使反對派撤出該城，但有許多士兵拒絕離開。另外，一則未經證實的報導表示，真主黨部隊屠殺了30個試圖逃離開城的人，並將遺體帶走丟棄。
5月9日，政府軍奪取鄰近古賽爾的許瑪雅（Shumariyeh），並向加山尼耶（Ghassaniyeh）進軍。另一方面，赫美爾被三枚砲彈攻擊，還有兩枚落在瑪查理艾奎。
5月10日，政府軍向城內民眾空投傳單，警告居民在攻擊前撤離，不過反對派人士否認有任何傳單出現。然而，一名當地居民證實空投傳單的消息。真主黨則主要針對儲藏城內水資源的水缸和淨化場砲擊。在當時，估計有25,000名平民留在城中。 此外據報導，三名黎巴嫩籍士陣亡，還有36人不知去向。
5月11日，反對派收復阿比爾，藉此可緩解古賽爾和霍姆斯之間的軍事壓力。不過，政府軍於第二天即奪回。另外，政府軍打破了基督教派村莊加山尼耶的包圍網，該城已被反對派包圍長達八個月之久。
5月13日，政府軍攻下古賽爾北方的達明那艾加比耶（Damina al-Gharbiyah）、海達耶（Haidariyeh）和伊什艾瓦瓦（al-Warwar），使得反對派的運輸路線遭受威脅，也代表政府軍在抵達古賽爾，只剩下其他三個攻擊目標，包括上個月丟失的艾達巴空軍基地。政府軍已掌握古賽爾南方和東方的外圍地區，另外還有一個部隊從西方向此城前進。
5月18日，叛軍在奧龍特斯河的敘利亞側，伏擊試圖從邊界進入敘利亞的真主黨份子，10人陣亡。隔天拂曉，一個新的真主黨部隊再向古賽爾進軍。5月18日與5月19日的晚間，艾達巴空軍基地爆發大規模衝突，反對派和政府軍交戰，同時政府軍也轟炸反對派控制的村莊波伊達艾沙科雅（Boueida al-Sharqiya）。

### 古賽爾戰鬥
5月19日，在經過兩天的休整後，政府軍於早晨時動用軍機、大砲和迫擊砲轟炸古賽爾，並在稍晚時，由政府軍和數百名真主黨民兵的合作之下，從數個方向攻入城內。總計當日白天城內外共有九個衝突地點。
根據一位軍方消息人士透露，不久過後政府軍進入市中心，控制了中心廣場和市政大樓。一位反對派人士否認此說法，但另名反對派人士證實政府軍奪取了市政大樓，並控制全城的六成地區。
第二天，官方媒體則報導，政府軍已經平定城的東部地區，且仍於北區和東區掃蕩殘存份子。反對派也發出消息，表示戰鬥集中發生在城的北區部分。
SOHR則表示，儘管部分關於政府軍是否進城的報導有所衝突，但也證實有軍隊聚集在古賽爾的西方，以進行圍攻。從城北的空軍基地望向古賽爾，也可看見濃濃的黑煙，顯示戰鬥持續中，政府軍正在試圖奪回城內的設施。
另外，一名反對派人士表示，政府軍和真主黨成員已退卻回城的外圍一帶，而自由敘利亞軍（FSA）的發言人則說，政府軍意圖強攻入城，但成功被阻止。不過，另一名反對派人士重申，政府軍奪取了市政大樓和市中心，並且擊退大部分的反對派份子。半島電視台駐貝魯特的一名記者也報導政府軍似乎已經控制古賽爾大部分地區。
第三天，真主黨的精銳部隊再度從黎巴嫩越過邊界，前往古賽爾進行戰鬥。SOHR首次證實戰火已蔓延至城中，也報告了邊境村莊發生的衝突，造成兩名反對派份子陣亡，數人受傷。
5月22日，敘利亞全國委員會（SNC）主席喬治·薩布拉呼籲「每個擁有武器或彈藥的人都應將其送往古賽爾和霍姆斯，增加反對派的抵抗能力」。反對派軍隊「聯合旅」（Al-Tawheed Brigade）則派出30輛載著士兵的車隊，從阿勒頗前往古賽爾，並在之後，聯合旅的Abu Firas宣稱他們也送出救護車、防空武器和彈藥。然而，數日後反對派人士否認有任何支援抵達古賽爾，強調目前是自身作戰。一名反對派人士則表示政府軍和真主黨切斷了大多數的陸路運輸路線，其他人士並再次重申政府軍可能大約控制了城內六成地區，甚至官方還表示已佔領八成地區。
政府軍謹慎地於城中掃蕩目標，其中重武器的戰鬥引致古賽爾遭到相當程度的破壞。之後，傳出恐怖組織努斯拉陣線的指揮官Abu Omar陣亡的消息，使得政府軍士氣更加高昂。地面指揮官則指出，古賽爾的戰鬥還會持續一段時間，可能需要再一週收復反對派盤據的古賽爾北區，同時艾達巴空軍基地也尚由反對派所控制。
政府軍宣稱在首日的戰鬥中，有百名反對派份子喪生。反對派組織SOHR則表示總計76名反對派份子、31名真主黨民兵、12名政府軍和8位平民於前三日戰鬥身亡。其他的反對派人士估計前兩日約90名反對派人士、30名真主黨民兵及20名政府軍陣亡。一份黎巴嫩的資料則透露12至20名真主黨民兵戰死。
在第四日的戰鬥中，89位反對派份子陣亡，其中包括6名黎巴嫩人。戰鬥進行至第五日時，真主黨的兵員損失已上升到46名。
5月24日，根據報導，政府軍為了切斷古賽爾反對派僅存的補給路線，挺進鄰近村莊漢迪耶（Hamdiyeh）。一位軍方人士透露，反對派被圍困在由阿賈（Arjun）、艾達巴和古賽爾北區所組成的三角地帶，大批份子往艾達巴空軍基地退卻，而政府軍則採取穩紮穩打的攻勢，平定每個地區再推進。因為周邊道路由政府軍控制，反對派只獲得極少數的支援。
5月25日，軍方宣稱政府軍與真主黨從西北方打破艾達巴空軍基地的防線，已進入設施並正在交戰中。SOHR則表示戰鬥在空軍基地周圍進行，雖然政府軍發動轟炸，但是反對派仍保有空軍基地。
5月27日，經過戰鬥後漢迪耶落入政府軍與真主黨手中，緊接著政府軍為求完全包圍反對派，將茅頭轉移至哈雷特艾特庫曼（Haret al-Turkumen）。一名反對派人士透露，政府軍控制約三分之二的古賽爾城，而另名人士則表示，政府軍持續阻撓反對派的增援行動，增援的部隊試圖減輕古賽爾承受的攻擊，但卻在城的近郊受阻。此外，在真主黨據點赫美爾，一位黎巴嫩女性於反對派的砲擊下喪生。
5月29日，官方媒體報導政府軍在經過五個小時的戰鬥過後，成功奪取空軍基地，而真主黨相關媒體也播出相關影片，可發現坦克已被部署於基地內，且政府軍在飛機庫內走動。政府軍則表示軍隊前進至艾達巴。隔日，SOHR和法魯克旅的一名女發言人也證實空軍基地失守的消息。
5月30日，政府軍攻陷位於古賽爾西北方六公里的村莊阿賈，阻斷反對派經由此處撤退的機會。同日，300名反對派份子從夏姆西（Shamsinn）打破防線，當中有11人陣亡。儘管如此，反對派人士表示城內的處境還是相當險峻，正處在寡不敵眾及無法負荷攻勢的情形，若西方國家繼續未提供支援，可能會戰敗。
5月31日，政府軍攻佔賈瓦迪耶（Jawadiyeh），等同於切斷古賽爾所有聯外出入口，並加強圍攻行動。
6月5日，敘利亞官方媒體報導政府軍控制了古賽爾全城，反對派份子則表示已經退出該城。一名真主黨民兵透露經過整夜的迅速攻勢，迫使一些反對派撤退。一則新聞指出政府軍正在北邊進行掃蕩，而據報導反對派退守部分依然控制住的艾達巴。
在戰鬥中，總計反對派約1,900名份子，超過500名陣亡，1,000名負傷，而根據反對派來源，真主黨損失70–110人，真主黨人士則認為至少100人喪生，政府軍方則未知死傷人數。

### 掃蕩行動
6月6日，政府軍對最多反對派聚集的布瓦達（Buwaydah）進行轟炸，另外也有部分反對派份子留在古賽爾和艾達巴一帶的果園。當日稍晚，政府軍奪取艾達巴。
隔日，SOHR表示艾達巴外圍仍有戰鬥進行，而布瓦達持續遭到轟炸。另外，至少十數名古賽爾的難民在政府軍砲擊果園時喪生。之後，政府軍再攻下薩西耶（Salhiyeh）和馬紹迪耶（Masoudiyeh）兩座村莊，並向布瓦達推進。根據官方媒體報導，晚間政府軍攻入布瓦達，追擊反對派份子，政府軍則宣稱已佔領布瓦達但未被證實。
6月8日，布瓦達被政府軍攻陷，也代表整個古賽爾地區已經進入政府軍的控制之下。反對派在最後戰鬥上損失慘重，數十名份子被俘虜，其中包括部分外國戰鬥者。反對派表示，政府軍在古賽爾附近果園，對一個約2,000人的難民群攻擊，其中包括反對派份子和平民，反對派女發言人表示有110位平民喪生，包括40位婦孺和20位反對派份子。

## 戰略分析
此次進攻古賽爾的目的，主要歸類有三種。第一，建立從大馬士革通往地中海沿岸的通道，此處為阿拉維派大本營，因此可藉此奠定基礎。第二，確保撤離路線，若政府軍放棄大馬士革，可往海岸地區撤退。第三，保護與霍姆斯的輸送路線，以對霍姆斯進行最終攻擊，而該城正好位於運輸路線的咽喉。